# Милан Миловановић (сликар)
Милан Миловановић (Крушевац, 19. октобра 1876 — Београд, 15. август 1946) био је српски сликар импресиониста и ликовни педагог.

## Биографија
Милан Миловановић је рођен у Крушевцу 19. октобра 1876. године где је завршио основну школу и нижу гимназију, 1896. уписао је ликовну школу Кирила Кутлика у Београду, да би већ 1897. ступио у атеље Антона Ажбеа у Минхену. Године 1898. Уписао је минхенску Академију коју је завршио 1902. и иде у Париз где такође уписује Академију, коју завршава 1906. и потом долази у Београд.
По доласку у Београд где је био један од најобразованијих сликара, добио је задатак од Министарства иностраних послова да проучи српске манастире у Србији, Македонији и Светој гори и бележи у слици и цртежу српске средњовековне споменике. Обилазио је манастире, а медитеранска природа је код њега пробудила интерес за слике природе са пуно светлости. Његова слика „Мост цара Душана у Скопљу“ се убраја заједно са „Дереглијама на Сави“ Надежде Петровић и „Ташмајданом“ Малише Глишића, у прве примере импресионистичког сликарства у Србији.
У току Првог светског рата био је у српској војсци и ради углавном слике документарног карактера са ратном тематиком и портрете српских војника и официра. Након тешке болести 1915. године упућен је на опоравак у Италију где га медитерански пејзажи поново враћају импресионизму. У том периоду борави на Каприју, у Риму, јужној Француској и Дубровнику. Слике настале у том раздобљу сматрају се најбољим сликама српског импресионизма. При штабу Врховне команде бележи призоре из војничког живота током Балканских и Првог светског рата.
Један је од оснивача Српског уметничког удружења (1908.) и члан Ладе и групе Медулић.
Као ликовни педагог бавио се васпитањем генерација младих сликара од 1912. до 1933. године, на Краљевској уметничкој школи у Београду. Бавио се и рестаурацијом фресака и иконостаса а повремено и ликовном критиком. Београдска општина га је јануара 1944. наградила првом повељом и светосавском наградом.
Био је ожењен Олгом Мишић (1886–1977), кћерком војводе Живојина Мишића.
Умро је у Београду 15. августа 1946. године у својој 70-ој години живота.

## Галерија
- Цар Душанов мост на Вардару, уље на платну, 1907 (Музеј савремене уметности, Београд)
- Аутопортрет, 1907. (Народни музеј, Београд)
- Мотив из Београда (1909)
- Поглед на Авалу (1909)
- Плава врата, 1917. (Народни музеј, Београд)
- Вила крај мора, 1917. (МСУ)
- Црвена тераса (1920)
- Параклис манастира Савине (1920)
- Манастир Грачаница, 1908. (Народни музеј Крушевац)
- Цртежи из циклуса Албанија 1915.(Народни музеј Крушевац)
- Напуштене аустријске каре на Гукошу (1914-1915), Народни музеј Краљево